# Самоський тунель
37°41′40″ пн. ш. 26°55′50″ сх. д. / 37.694535° пн. ш. 26.930548° сх. д.

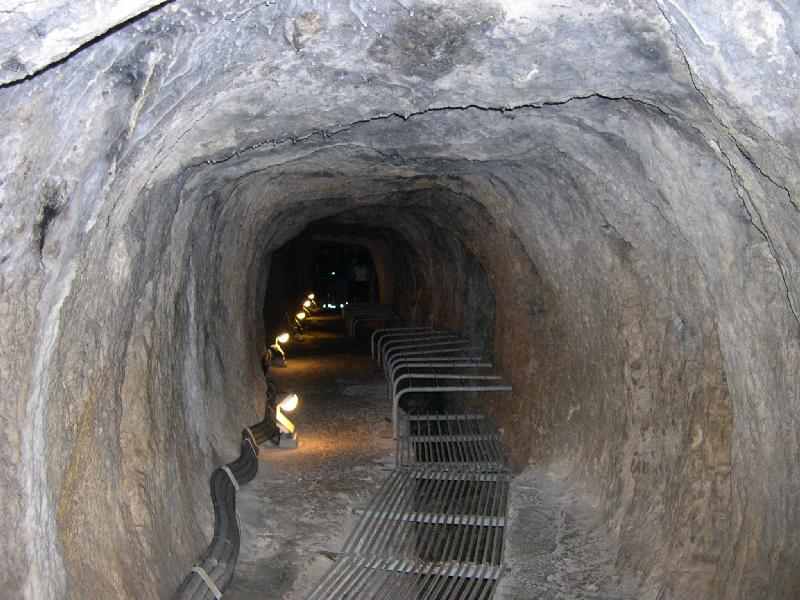
Самоський тунель

Самоський тунель, або Тунель Евпаліна (грец. Ευπαλίνειο όρυγμα) — водогін, давня пам'ятка, шедевр інженерного будівництва античності.
Тунель, побудований в скельних породах під керівництвом Евпаліна на грецькому острові Самосі в VI столітті до н. е., в добу правління тирана Полікрата. Його довжина перевищувала 1036 м. Висота та ширина в середньому становила близько 2,5 м. На всій протяжності тунелю в його лотковій частині споруджено канал, який забезпечував необхідний для руху води похил. Найбільша глибина каналу досягала 9,2 м при ширині майже в метр. В покрівлі тунелю пройдена вентиляційна виробка. Для прискорення робіт тунель споруджували з двох сторін назустріч один одному, що говорить про високу точність робіт.